# پاتریک لین (دوچرخه‌سوار)
پاتریک لین (انگلیسی: Patrick Lane؛ زادهٔ ۲۸ اوت ۱۹۹۱) دوچرخه‌سوار اهل استرالیا است. وی نفر سوم مسابقات ملی دوچرخه‌سواری جاده استرالیا در سال ۲۰۱۶ شده است. 